# Liliuokalani
Liliuokalani (Honolulu (Hawaï), 2 september 1838 - aldaar, 11 november 1917) was koningin en de laatste monarch van het koninkrijk Hawaï. Ze werd ook wel Lydia K. Dominis genoemd. Op 16 september 1862 trouwde ze met John Owen Dominis, de gouverneur van O'ahu en Maui.
Liliuokalani's broer, koning Kalakaua stierf op 17 januari 1891, waarop ze op 29 januari de troon besteeg. Ze probeerde na haar kroning een nieuwe grondwet in te voeren, omdat de op dat moment geldige Bayonet Constitution de macht van de vorst hevig inperkte en ook de politieke inspraak van inheemse Hawaïanen. De suikerhandel tussen Hawaï en de Verenigde Staten was in handen van een groep Amerikaanse zakenmannen, die Hawaï zonder directe steun van de Amerikaanse overheid probeerden in te lijven bij de VS om hun handel te beschermen.
In januari 1893 werd de koningin met instemming van de Republikeinse president Benjamin Harrison afgezet en een pro-Amerikaanse regering aangesteld. Enkele maanden later verklaarde de nieuw aangetreden Democraat Grover Cleveland de machtsovername illegaal en bood Liliuokalani haar troon aan, als zij alle verantwoordelijken voor de coup zou pardonneren. De koningin wees dit aanbod af vanwege het geweld dat was gebruikt bij haar afzetting; president Cleveland legde de zaak voor aan het Amerikaans Congres, dat prompt de Republiek Hawaï uitriep met Sanford Dole als eerste staatshoofd.
In januari 1895, enkele dagen na een mislukte staatsgreep van Robert Wilcox, werd Liliuokalani gearresteerd op verdenking van het illegaal bezitten van vuurwapens. In 1896 werd ze vrijgelaten, en leefde in het Washington Place in Honolulu tot haar dood (door een beroerte) in 1917. Tijdens haar verblijf in het Washington Place (en ook daarvoor) schreef ze boeken en liederen, waaronder He Mele Lahui Hawaii (volkslied van Hawaï van 1866-1876) en het bekendere Aloha 'Oe.

## Naslagwerken
- Lili‘uokalani, Hawai‘i's Story by Hawai‘i's Queen (ISBN 0804810664)
- Helena G. Allen, The Betrayal of Lili‘uokalani: Last Queen of Hawai‘i 1838-1917 (ISBN 0935180893)